# Projekcja Newmana
Projekcja Newmana − rodzaj projekcji (rzutu) cząsteczek chemicznych służący głównie do analizowania ich konformacji. Projekcja taka umożliwia przedstawienie konformacji wokół jednego, pojedynczego wiązania chemicznego. Jest ona wygodnym sposobem przedstawiania rotacji podstawników wokół wiązań pojedynczych.

## Sposób tworzenia
W projekcji tej cząsteczkę przedstawia się w następujący sposób: 
- Wybrane sąsiadujące atomy połączone jednym wiązaniem pojedynczym przedstawia w postaci jednego koła, które symbolizuje też oś tego wiązania.
- Należy sobie wyobrazić, że na cząsteczkę patrzy się wzdłuż osi wybranego wiązania od strony jednego z dwóch wybranych atomów.
- Od środka koła rysuje się kreski symbolizujące wiązania atomu widzianego od strony obserwatora z jego pozostałymi podstawnikami.
- Od granicy koła rysuje się kreski symbolizujące wiązania z podstawnikami tylnego atomu. Kreski te przesuwa się nieco w prawo, aby nie nakładały się one z kreskami dla pierwszego atomu.
- Na końcach kresek symbolizujących wiązania pisze się symbole atomów lub grup.

## Przykłady
- Etan - (H3C-CH3), pogrubione są dwa atomy węgla przedstawione w formie koła.

Nazwy zwyczajowe: z lewej konformacja naprzeciwległa, z prawej - naprzemianległa.
- Butan - (CH3-H2C-CH2-CH3)

Konformacje według nomenklatury Klyne'a i Preloga. Od lewej: synperiplanarna, synklinalna, antyklinalna, antyperiplanarna.